# بات بينغهام
بات بينغهام هو لاعب هوكي الجليد كندي، ولد في 10 أغسطس 1968 في فانكوفر في كندا.

## وصلات خارجية
- بات بينغهام على موقع EliteProspects.com (الإنجليزية)
- بات بينغهام على موقع HockeyDB.com (الإنجليزية)